# میکلاس مولنار
میکلاس مولنار (انگلیسی: Miklos Molnar؛ زادهٔ ۱۰ آوریل ۱۹۷۰) یک بازیکن فوتبال اهل دانمارک است.
از باشگاه‌هایی که در آن بازی کرده‌است می‌توان به سروت ۱۸۹۰، استاندارد لیژ، باشگاه فوتبال اسپورتینگ کانزاس‌سیتی، باشگاه فوتبال سن-اتین و باشگاه فوتبال سویا اشاره کرد.
وی همچنین در تیم ملی فوتبال دانمارک بازی کرده‌است.